# Trebonia de tribunis
Trebonia de tribunis va ser una antiga llei romana proposada per Luci Treboni Asper, tribú de la plebs l'any 448 aC quan eren cònsols Tit Virgini Tricost Celiomontà i Espuri Hermini Coritinesà. Disposava que el magistrat que celebrava els comicis en què eren elegits els tribuns de la plebs, repetís la votació fins que en fossin elegits deu, sense poder entrar per cooptació, estratagema que s'utilitzava per introduir patricis al càrrec.